# Дракия
Дракия (на гръцки: Δράκεια) е село на Пилио, Магнезия, Тесалия, Гърция. Намира се на 17 км източно от Волос на склоновете на Пилио. Типично традиционно етносело издържано в [[Пелионска архитектура]. В землището на селото над него на 1190 м надморска височина се намира бивш хан около който се формира селището Хания със ски център Пелион.
Първите сигурни данни за селото са от края на XV век и началото на XVI век. Жителите му са преселници от Епир. През 1614 г. в селото са заригистрирани в османски архив 147 семейства. Поминъкът на местните е отглеждане на ябълки и маслини, дърводобив, а от XVIII век копринарство и търговия. В селото е имало воденици. През 1791 г. е описано като село с 600 къщи, а през XIX век е едно от най-големите села на Пилио. През 1860 г., преди присъединяването на Тесалия към Кралство Гърция, има около 2500 жители и е четвъртото по големина село в околията на Воло със залива след Алмира, Макриница и Загора. Населението му през 1882 г. след анексирането на Тесалия от Гърция е нараснало до 2637 жители.
Агрия, родно място на композитора Вангелис, възниква като пристанище на Дракия. През 1955 г. селото е сериозно засегнато от земетресение.
Митрополитската църква, която е една от многото в селото, е посветена на Света Петка Българска.
Дракия има свой фолклорен музей на селското и културно наследство.